# Műalkotások a Miskolci Egyetemen
A Miskolci Egyetemen – gyakorlatilag az alapítástól – sok színvonalas képzőművészeti alkotás található. Az alábbiakban ezeket mutatjuk be, közel sem teljes körűen.

## Szobrok szabad téren

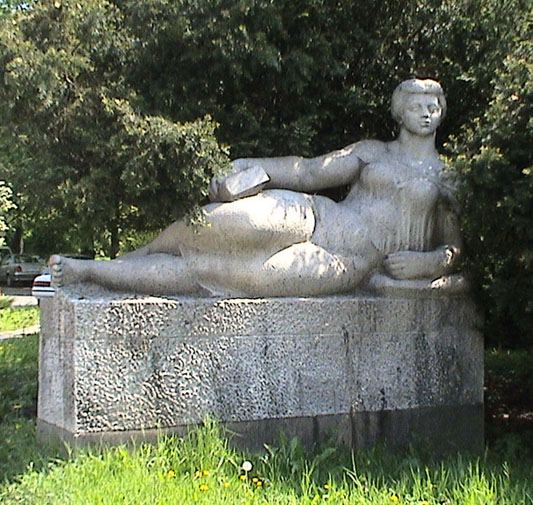

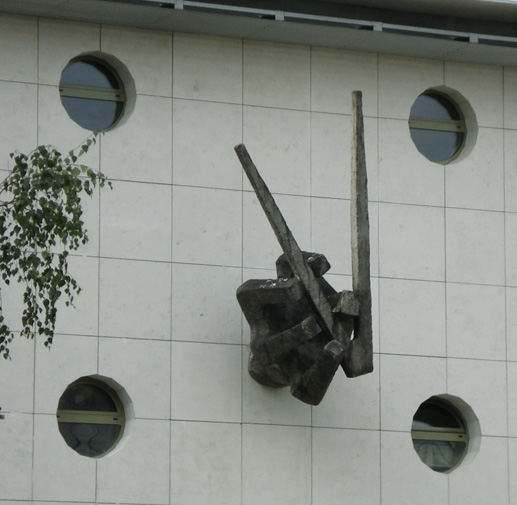

| | Kucs Béla: Fekvő nő A szobor valaha a miskolci egyetemisták tréfáinak állandó alanya és célpontja volt: felöltöztették, kifestették, versbe és dalba foglalták. A hölgy gúny- (bece-) nevei is innen erednek: Kőkata, Kőböske, Köböske. Az A/1 épület előtti térségen látható. | Kucs Béla: Fekvő nő A szobor valaha a miskolci egyetemisták tréfáinak állandó alanya és célpontja volt: felöltöztették, kifestették, versbe és dalba foglalták. A hölgy gúny- (bece-) nevei is innen erednek: Kőkata, Kőböske, Köböske. Az A/1 épület előtti térségen látható. | | Kerényi Jenő: Körzős kéz Az alkotás a Műhelycsarnok (C/2 épület) északi homlokzatán látható. Az alkotás 1968-ban készült, 2007-ben, az épület átépítése miatt helyezték jelenlegi helyére. | Kerényi Jenő: Körzős kéz Az alkotás a Műhelycsarnok (C/2 épület) északi homlokzatán látható. Az alkotás 1968-ban készült, 2007-ben, az épület átépítése miatt helyezték jelenlegi helyére. |

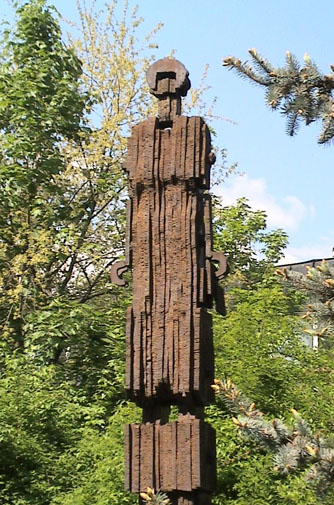

| Vilt Tibor: Vasmunkás (Technika) Az alkotás a Központi Könyvtár melletti parkban áll, 1972-ben állították. | Vilt Tibor: Vasmunkás (Technika) Az alkotás a Központi Könyvtár melletti parkban áll, 1972-ben állították. | | Gádor István: Térplasztika Az alkotás ipari porcelán, vagy pirogránit anyagú ipari alapformákból készült. Az idő folyamán megcsonkították, a rozsdamentes acél forma utólagos kiegészítés. (2024 nyara után eltávolításra került)                                                                           | Gádor István: Térplasztika Az alkotás ipari porcelán, vagy pirogránit anyagú ipari alapformákból készült. Az idő folyamán megcsonkították, a rozsdamentes acél forma utólagos kiegészítés. (2024 nyara után eltávolításra került) | |

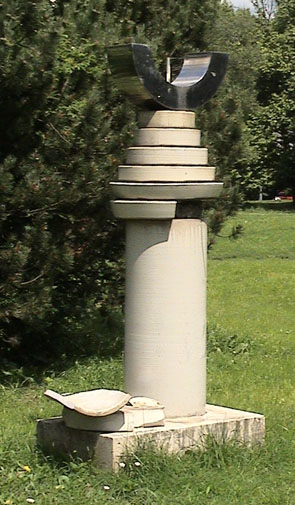

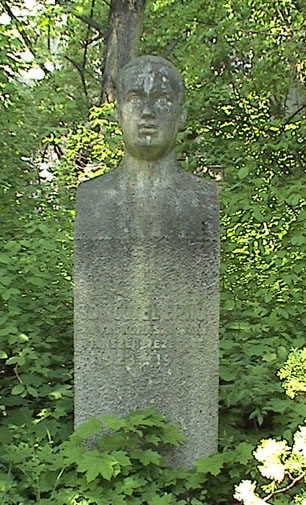

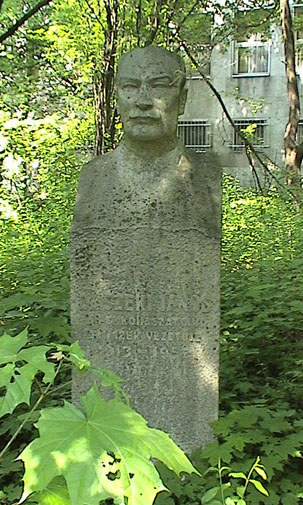

| | Schaár Erzsébet: Cotel Ernő Cotel Ernő a Vaskohászattani Tanszék vezetője volt (1923-1944). A szobor az A/1–A/2 épületek mögötti Szoborparkban áll. | Schaár Erzsébet: Cotel Ernő Cotel Ernő a Vaskohászattani Tanszék vezetője volt (1923-1944). A szobor az A/1–A/2 épületek mögötti Szoborparkban áll. | | ifj. Szabó István: Széki János Széki János a Fémkohászattani Tanszék vezetője (1913–1952) volt. A szobor az A/1–A/2 épületek mögötti Szoborparkban áll. | ifj. Szabó István: Széki János Széki János a Fémkohászattani Tanszék vezetője (1913–1952) volt. A szobor az A/1–A/2 épületek mögötti Szoborparkban áll. |

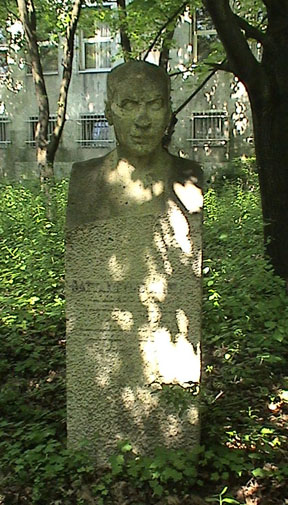

| Vígh Tamás: Pattantyús Á. Imre Pattantyús professzor a Kohógéptani Tanszék vezetője (1924–1934) és az Általános Géptani Tanszék vezetője (1952-1956) volt. A szobor az A/1–A/2 épületek mögötti Szoborparkban áll.                                                                                           | Vígh Tamás: Pattantyús Á. Imre Pattantyús professzor a Kohógéptani Tanszék vezetője (1924–1934) és az Általános Géptani Tanszék vezetője (1952-1956) volt. A szobor az A/1–A/2 épületek mögötti Szoborparkban áll. | | Varga Miklós: Geleji Sándor Geleji Sándor a képlékeny alakítás nemzetközi szintű tudósa, a Kohógéptani és Képlékenyalakítástani Tanszék vezetője (1946–1967) volt. A szobor az A/1–A/2 épületek mögötti Szoborparkban áll.                                                                                  | Varga Miklós: Geleji Sándor Geleji Sándor a képlékeny alakítás nemzetközi szintű tudósa, a Kohógéptani és Képlékenyalakítástani Tanszék vezetője (1946–1967) volt. A szobor az A/1–A/2 épületek mögötti Szoborparkban áll. | |

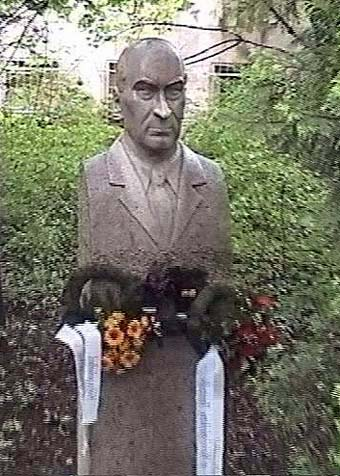

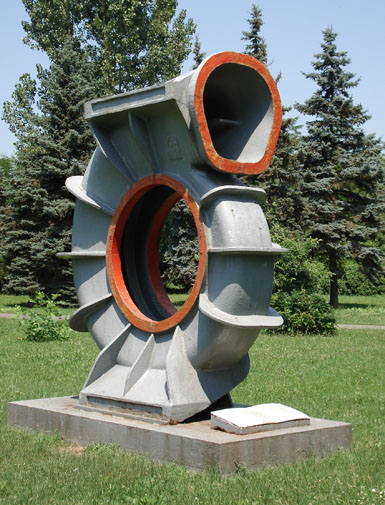

| | „Csiga” (Francis-turbinaház) A kiállított ipari tárgy gyönyörű példája annak, hogyan lényegülhet át egy elvileg művészettől távol álló tárgy műalkotássá. Igazi Marcel Duchamp-i gesztus! Az Étterem melletti parkrészen áll. Specifikációja: „Ganz-MÁVAG BVS 1000 típ. erőművi kondenzvízszivattyú csigaháza. Szállítómagasság: 29 m, folyadékáram: 3 m³/s, fordulatszám: 375/min. Készült 1973-ban, a Lenin Kohászati Művekben. /Az LKM ajándéka/”. | „Csiga” (Francis-turbinaház) A kiállított ipari tárgy gyönyörű példája annak, hogyan lényegülhet át egy elvileg művészettől távol álló tárgy műalkotássá. Igazi Marcel Duchamp-i gesztus! Az Étterem melletti parkrészen áll. Specifikációja: „Ganz-MÁVAG BVS 1000 típ. erőművi kondenzvízszivattyú csigaháza. Szállítómagasság: 29 m, folyadékáram: 3 m³/s, fordulatszám: 375/min. Készült 1973-ban, a Lenin Kohászati Művekben. /Az LKM ajándéka/”. | | Fogaskerék A darab az E/7 épület melletti parkrészen látható. Egy hatalmas nyílfogazású fogaskerék, műalkotásként tekinthetünk rá. | Fogaskerék A darab az E/7 épület melletti parkrészen látható. Egy hatalmas nyílfogazású fogaskerék, műalkotásként tekinthetünk rá. |

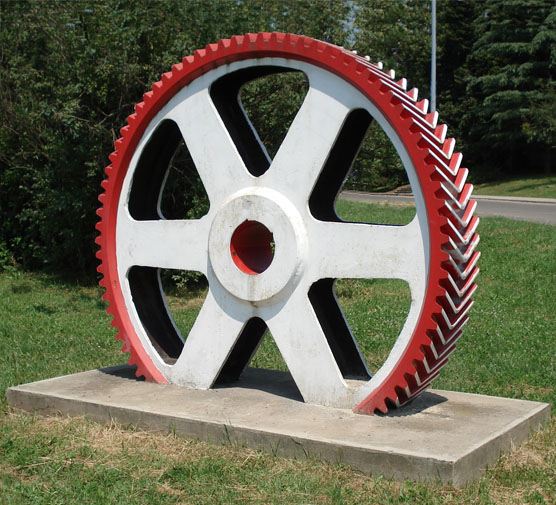

| Kanizsai László: OMBKE emlékoszlop Az Országos Magyar Bányászati és Kohászati Egyesület tiszteletére 1992-ben emelték az emlékoszlopot a Központi Könyvtár mellett parkban. Az ősi hagyomány szerint állított kőoszlop napóraként is funkcionál. Felirat a lábazaton: „Társaink emlékére, 1892–1992, OMBKE”. | Kanizsai László: OMBKE emlékoszlop Az Országos Magyar Bányászati és Kohászati Egyesület tiszteletére 1992-ben emelték az emlékoszlopot a Központi Könyvtár mellett parkban. Az ősi hagyomány szerint állított kőoszlop napóraként is funkcionál. Felirat a lábazaton: „Társaink emlékére, 1892–1992, OMBKE”. | | Kaplan-turbina járókerék A Tiszavíz Vízerőmű Kft. ajándékaként került az egyetem parkjába. A járókerék 1958-tól 2008-ig dolgozott a Tiszalöki Vízerőműben, ezalatt 840 millió kWh villamos energiát termelt. A Ganz gyártotta, fordulatszáma 75 1/min, tengelyteljesítménye 4200 kW volt, átmérője 4800 mm. | Kaplan-turbina járókerék A Tiszavíz Vízerőmű Kft. ajándékaként került az egyetem parkjába. A járókerék 1958-tól 2008-ig dolgozott a Tiszalöki Vízerőműben, ezalatt 840 millió kWh villamos energiát termelt. A Ganz gyártotta, fordulatszáma 75 1/min, tengelyteljesítménye 4200 kW volt, átmérője 4800 mm.                                                                                         | |

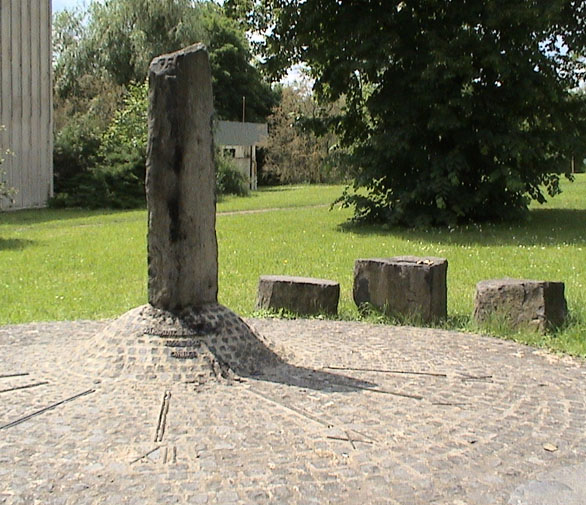

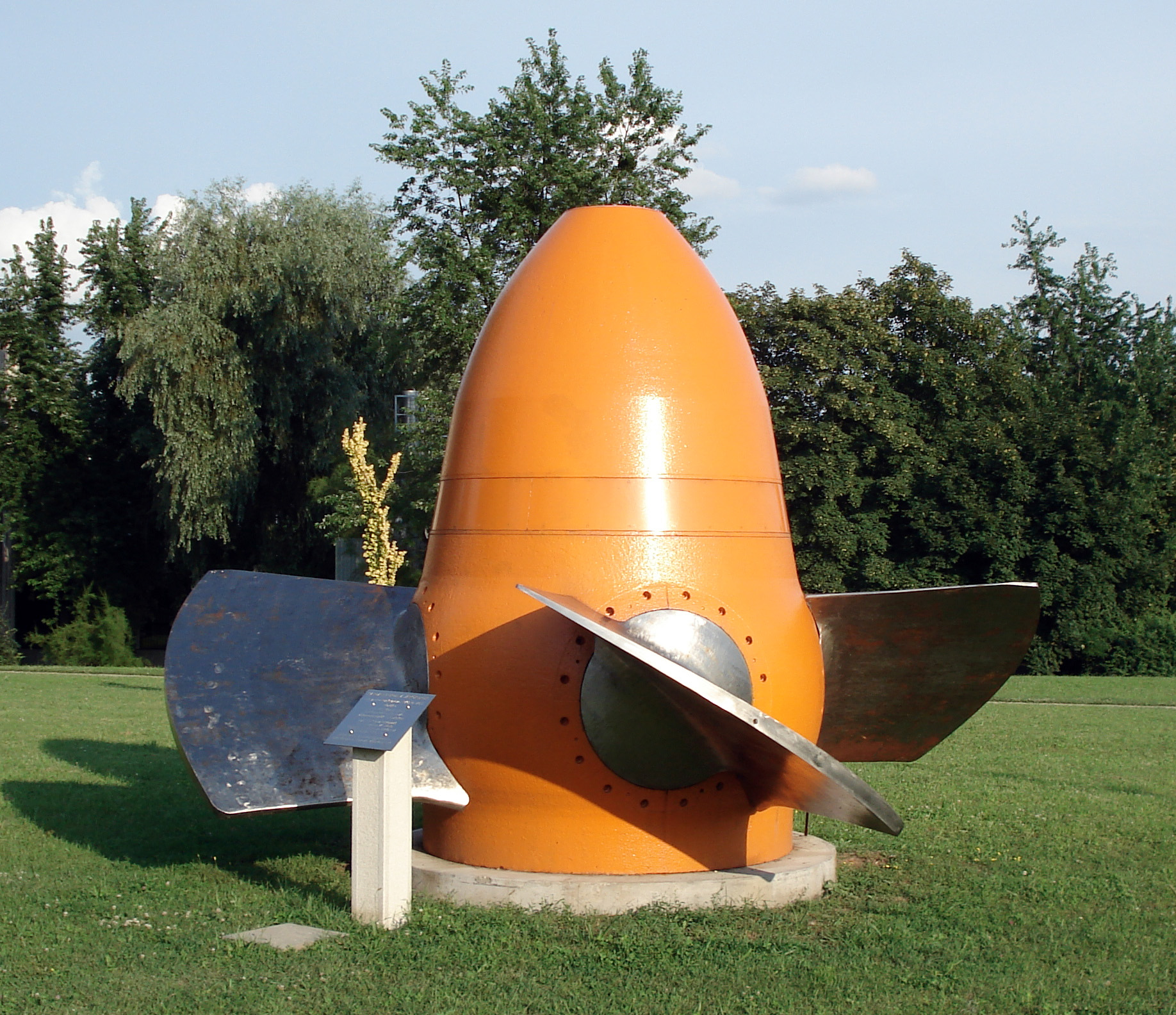

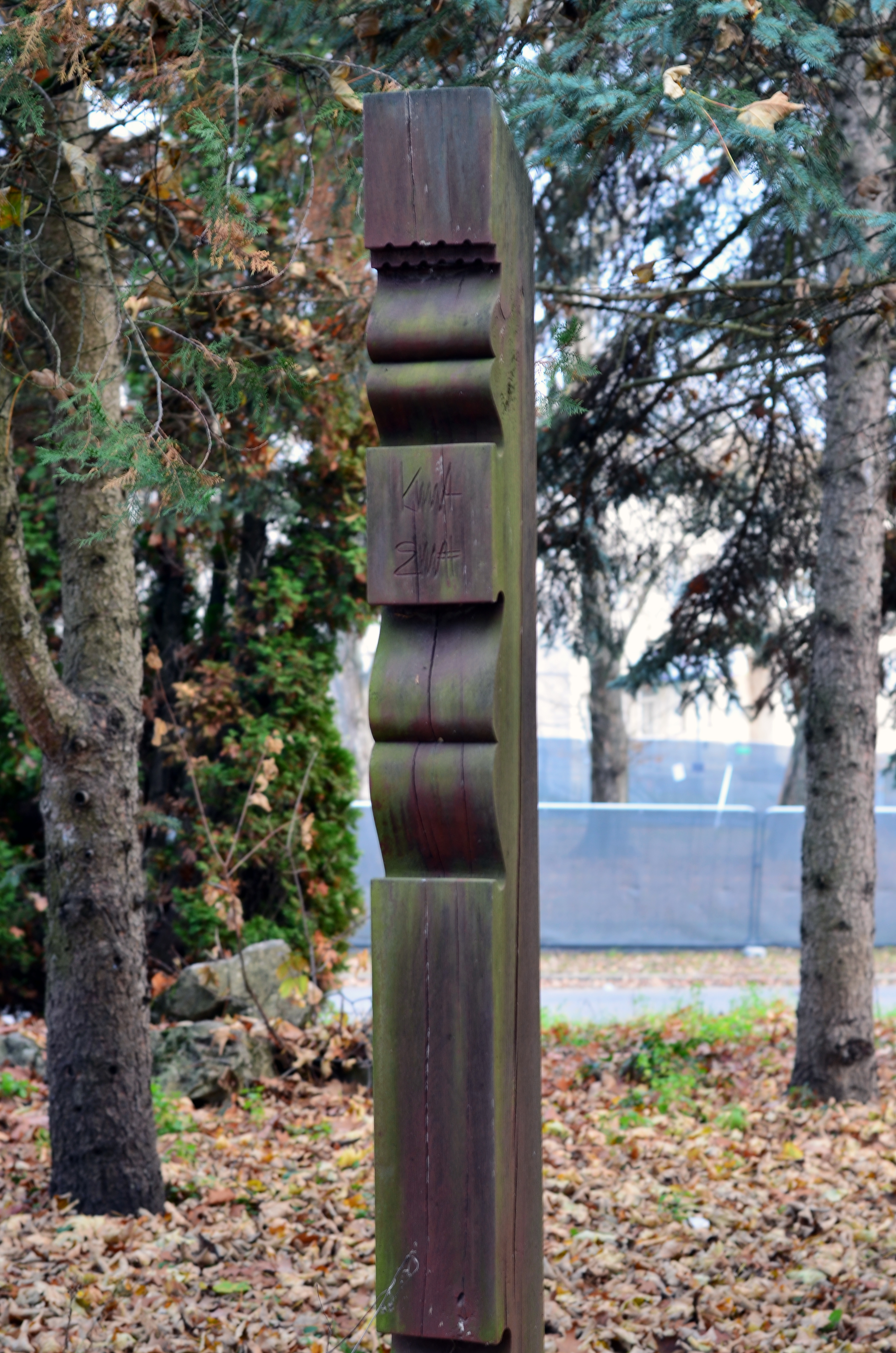

| | Kunt Ernő emlékoszlop Bódi László 1995-ben készült alkotása a B2. épület előtti parkban áll, s az elismert magyar Néprajzkutatónak, a kulturális antropológia egyik hazai mesterének, a miskolci Kulturális és Vizuális Antropológiai Tanszék alapítójának, fotóművésznek állít emléket. Az emlékoszlop Kunt Ernő legismertebb kutatási témáját, a temetők népművészetét is megidézi. Az oszlopon Kunt Ernő faragott aláírása látható.                | Kunt Ernő emlékoszlop Bódi László 1995-ben készült alkotása a B2. épület előtti parkban áll, s az elismert magyar Néprajzkutatónak, a kulturális antropológia egyik hazai mesterének, a miskolci Kulturális és Vizuális Antropológiai Tanszék alapítójának, fotóművésznek állít emléket. Az emlékoszlop Kunt Ernő legismertebb kutatási témáját, a temetők népművészetét is megidézi. Az oszlopon Kunt Ernő faragott aláírása látható.                | | Fügedi Márta emlékoszlop Bódi László 2000-ben készült alkotása a B2. épület előtti parkban áll, s a neves magyar néprajzkutatónak, muzeológusnak, a ME Bölcsészettudományi Kar dékánhelyettesének, a Herman Ottó Múzeum igazgatóhelyettesének állít emléket. Az emlékoszlop a megyében elterjedt (például Teresztenye) női faragott fejfák stílusában készült. Az oszlop felirata: Dr. Fügedi Márta | Fügedi Márta emlékoszlop Bódi László 2000-ben készült alkotása a B2. épület előtti parkban áll, s a neves magyar néprajzkutatónak, muzeológusnak, a ME Bölcsészettudományi Kar dékánhelyettesének, a Herman Ottó Múzeum igazgatóhelyettesének állít emléket. Az emlékoszlop a megyében elterjedt (például Teresztenye) női faragott fejfák stílusában készült. Az oszlop felirata: Dr. Fügedi Márta |

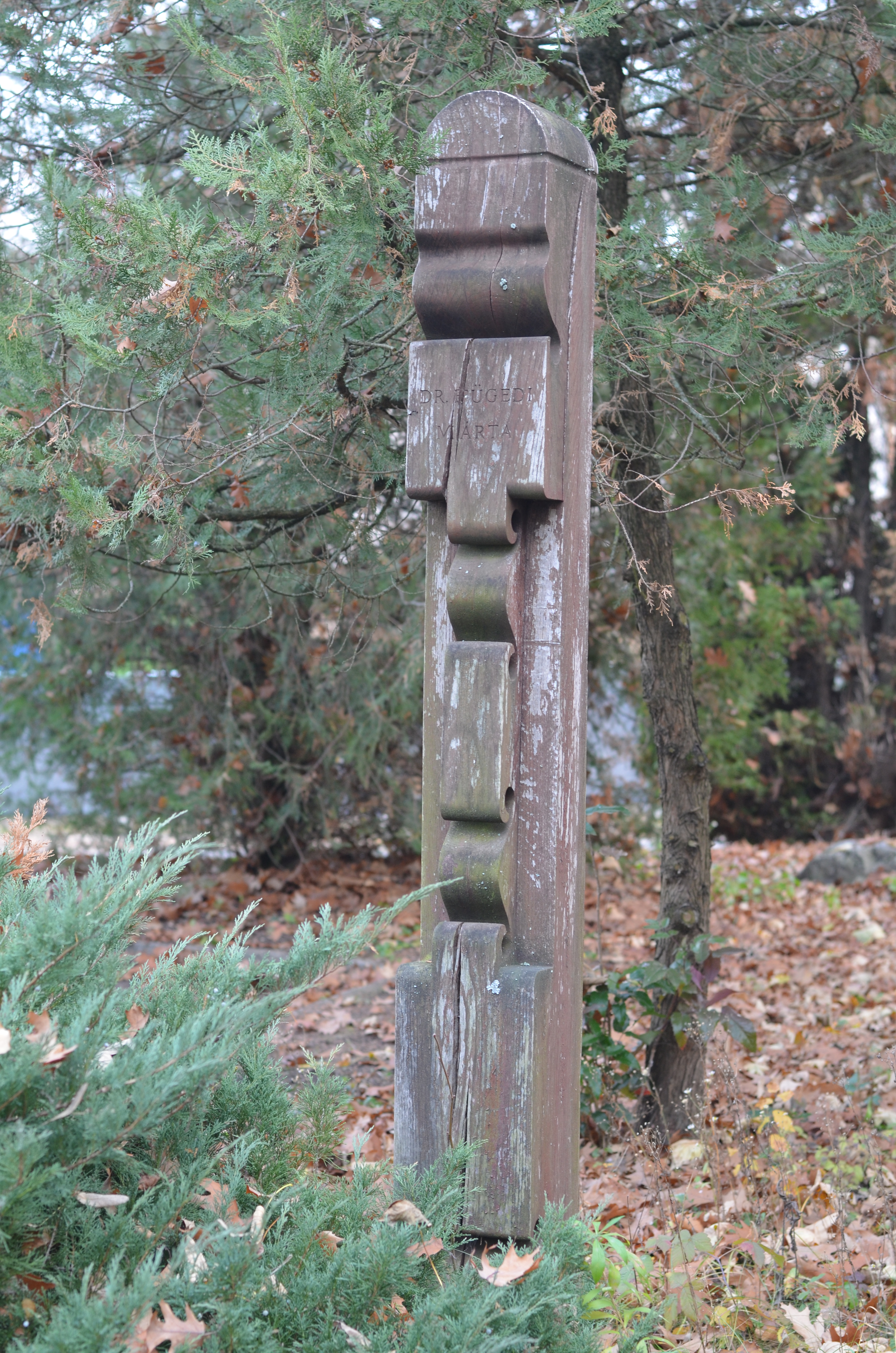

## Szobrok belső terekben
| | Sályi István A szobor az egyetem aulájában található. Felirata: „Dr. h.c. Dr. Sályi István, 1911–1980. A mechanika professzora, az egyetem rektora: 1950–1961.”                           | Sályi István A szobor az egyetem aulájában található. Felirata: „Dr. h.c. Dr. Sályi István, 1911–1980. A mechanika professzora, az egyetem rektora: 1950–1961.” | | Varga Éva: Bálint Lajos Az aulában lévő szobor felirata: „Bálint Lajos, 1911–1980. A gépgyártástechnológia professzora.”                                                   | Varga Éva: Bálint Lajos Az aulában lévő szobor felirata: „Bálint Lajos, 1911–1980. A gépgyártástechnológia professzora.”                                                   |
| Lakatos Pál Sándor: Zorkóczy Béla Aula, a felirat: „Zorkóczy Béla, 1898–1975. A mechanikai technológiák professzora.”                                                                     | Lakatos Pál Sándor: Zorkóczy Béla Aula, a felirat: „Zorkóczy Béla, 1898–1975. A mechanikai technológiák professzora.”                                                                     | | Cyránski Mária: Jacquin Nikolaus Aula, a felirat: „Jacquin Nikolaus, 1727–1817. A modern kémiai oktatás és kutatás úttörője, az Akadémia első professzora.”           | Cyránski Mária: Jacquin Nikolaus Aula, a felirat: „Jacquin Nikolaus, 1727–1817. A modern kémiai oktatás és kutatás úttörője, az Akadémia első professzora.”                | |
| | Varga Éva: Delius Christof Aulában elhelyezett szobor. Felirata: „Delius Christof, 1728–1779. A világhírű Bányatan mű szerzője, a bányászat professzora.”                                 | Varga Éva: Delius Christof Aulában elhelyezett szobor. Felirata: „Delius Christof, 1728–1779. A világhírű Bányatan mű szerzője, a bányászat professzora.”       | | Fodor Sándor: Peithner Johann Aulában álló szobor. Szövege: „Peithner Johann, 1727–1792. Az Akadémia-alapítás kezdeményezője, a bányászat professzora.”                    | Fodor Sándor: Peithner Johann Aulában álló szobor. Szövege: „Peithner Johann, 1727–1792. Az Akadémia-alapítás kezdeményezője, a bányászat professzora.”                    |
| Markup Béla: Herrmann Emil Aula, a felirat: „Herrmann Emil, 1840–1925. A magyar műszaki mechanikai irodalom úttörője, a mechanika és géptan professzora.”                                 | Markup Béla: Herrmann Emil Aula, a felirat: „Herrmann Emil, 1840–1925. A magyar műszaki mechanikai irodalom úttörője, a mechanika és géptan professzora.”                                 | | Pataki Béla: Vitális István Aula, a felirat: „Vitális István, 1871–1947. A hazai széntelep-kutatás vezető szakembere, az ásványtan és földtan professzora.”           | Pataki Béla: Vitális István Aula, a felirat: „Vitális István, 1871–1947. A hazai széntelep-kutatás vezető szakembere, az ásványtan és földtan professzora.”                | |
| | Finkey József Aulában lévő szobor. „Finkey József, 1889–1941. Az ásványelőkészítés tudományos megalapozója, az érc- és ásványelőkészítéstan professzora.”                                 | Finkey József Aulában lévő szobor. „Finkey József, 1889–1941. Az ásványelőkészítés tudományos megalapozója, az érc- és ásványelőkészítéstan professzora.”       | | Háber: Böckh Hugó Aula, a felirat: „Böck Hugó, 1874–1931. A szénhidrogén-kutatás nemzetközileg kiemelkedő alakja, az ásványtan és földtan professzora.”                    | Háber: Böckh Hugó Aula, a felirat: „Böck Hugó, 1874–1931. A szénhidrogén-kutatás nemzetközileg kiemelkedő alakja, az ásványtan és földtan professzora.”                    |
| Schaár Erzsébet: Cotel Ernő Az aulában elhelyezett mellszobor. Felirata: „Cotel Ernő, 1879–1954. A hengerlés és acélgyártás elméletének továbbfejlesztője, a vaskohászattan professzora.” | Schaár Erzsébet: Cotel Ernő Az aulában elhelyezett mellszobor. Felirata: „Cotel Ernő, 1879–1954. A hengerlés és acélgyártás elméletének továbbfejlesztője, a vaskohászattan professzora.” | | Markup Béla: Kerpely Antal Aula. A szobor felirata: „Kerpely Antal, 1837–1907. A magyar vaskohászati oktatás és tudomány megteremtője, a vaskohászattan professzora.” | Markup Béla: Kerpely Antal Aula. A szobor felirata: „Kerpely Antal, 1837–1907. A magyar vaskohászati oktatás és tudomány megteremtője, a vaskohászattan professzora.”      | |
| | Németh Árpád: Doppler Christian Aula. „Doppler Christian, 1803–1853. A róla elnevezett effektus fölfedezője, a matematika és fizika professzora.”                                         | Németh Árpád: Doppler Christian Aula. „Doppler Christian, 1803–1853. A róla elnevezett effektus fölfedezője, a matematika és fizika professzora.”               | | Cyránski Mária: Scopoli Giovanni Aula, a szöveg: „Scopoli Giovanni, 1723–1788. Az első rendszeres magyar ásványtan szerzője, a kémia, ásványtan, metallurgia professzora.” | Cyránski Mária: Scopoli Giovanni Aula, a szöveg: „Scopoli Giovanni, 1723–1788. Az első rendszeres magyar ásványtan szerzője, a kémia, ásványtan, metallurgia professzora.” |
| Varga Éva: Mikoviny Sámuel Az aulában álló szobor, felirata: „Mikoviny Sámuel, 1700–1750. Magyarország első szakszerű térképfelvételének megalkotója, az Alma Mater első professzora.”    | Varga Éva: Mikoviny Sámuel Az aulában álló szobor, felirata: „Mikoviny Sámuel, 1700–1750. Magyarország első szakszerű térképfelvételének megalkotója, az Alma Mater első professzora.”    | | Terplán Zénó A szobor az egyetem főbejáratánál áll, felirata: „Terplán Zénó, 1921–2002. A gépelemek professzora, a Gépészmérnöki Kar dékánja 1964–1968-ig.”           | Terplán Zénó A szobor az egyetem főbejáratánál áll, felirata: „Terplán Zénó, 1921–2002. A gépelemek professzora, a Gépészmérnöki Kar dékánja 1964–1968-ig.”                | |

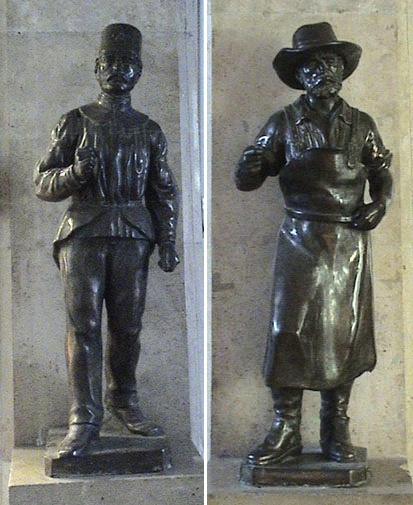

| | Zambó János Az egyetem egykori rektorának mellszobrát 2006-ban állították fel az A/4. épület, 1. emeletén, majd áthelyezték a főbejárathoz.                                               | Zambó János Az egyetem egykori rektorának mellszobrát 2006-ban állították fel az A/4. épület, 1. emeletén, majd áthelyezték a főbejárathoz.                     | | Markup Béla: Bányász és kohász A B/1. épület földszintjén található két, egymással szemben álló szobor kezéből a szerszámok eltűntek.                                      | Markup Béla: Bányász és kohász A B/1. épület földszintjén található két, egymással szemben álló szobor kezéből a szerszámok eltűntek.                                      |
| Vígh Tamás: Pattantyús-Ábrahám Imre A szobor a Fémtani és Képlékenyalakítástani Intézeti Tanszék (B/1. épület) földszintjén áll.                                                          | Vígh Tamás: Pattantyús-Ábrahám Imre A szobor a Fémtani és Képlékenyalakítástani Intézeti Tanszék (B/1. épület) földszintjén áll.                                                          | | Cyránski Mária: Verő József A szobor a Fémtani és Képlékenyalakítástani Intézeti Tanszék (B/1. épület) földszintjén található. Az alkotást 2005-ben avatták fel.      | Cyránski Mária: Verő József A szobor a Fémtani és Képlékenyalakítástani Intézeti Tanszék (B/1. épület) földszintjén található. Az alkotást 2005-ben avatták fel.           | |
| | Széki János A szobor a B/1–C/1. épület, 3. emeleti lépcsőfordulójában áll. | Széki János A szobor a B/1–C/1. épület, 3. emeleti lépcsőfordulójában áll.                                                                                      | | Kutas László: Nándori Gyula Hely: B/1–C/1. épület 3. emeleti lépcsőfordulója. A szobrot 2007-ben avatták.                                                                  | Kutas László: Nándori Gyula Hely: B/1–C/1. épület 3. emeleti lépcsőfordulója. A szobrot 2007-ben avatták.                                                                  |
| Horváth Zoltán A fémkohászattan professzorának szobrát 2009-ben állították fel. Hely: B/1–C/1. épület, 3. emeleti lépcsőfordulója.                                                        | Horváth Zoltán A fémkohászattan professzorának szobrát 2009-ben állították fel. Hely: B/1–C/1. épület, 3. emeleti lépcsőfordulója.                                                        | | Kishonthy Jenő: Diószeghy Dániel A tüzeléstan professzorának szobrát 2000-ben avatták. Hely: B/1. épület, 4. emelet, Tüzeléstani és Hőenergia Intézeti Tanszék.       | Kishonthy Jenő: Diószeghy Dániel A tüzeléstan professzorának szobrát 2000-ben avatták. Hely: B/1. épület, 4. emelet, Tüzeléstani és Hőenergia Intézeti Tanszék.            | |
| Harmath István: Lancsarics Alajos A mellszobor az Áramlás- és Hőtechnikai Gépek Tanszékén áll, 2010. augusztusában avatták.                                                               | Harmath István: Lancsarics Alajos A mellszobor az Áramlás- és Hőtechnikai Gépek Tanszékén áll, 2010. augusztusában avatták.                                                               | | Varga Éva: Borbély Samu A szobor az egyetem főbejáratánál áll. | Varga Éva: Borbély Samu A szobor az egyetem főbejáratánál áll. | |
| | Kucs Béla: Herrmann Miksa Hely: A/3. épület 1. emelete, Gépelemek Tanszék. | Kucs Béla: Herrmann Miksa Hely: A/3. épület 1. emelete, Gépelemek Tanszék.                                                                                      | | Markup Béla: Kerpely Antal A szobor a Miskolci Egyetem Központi Könyvtára földszintjén áll.                                                                                | Markup Béla: Kerpely Antal A szobor a Miskolci Egyetem Központi Könyvtára földszintjén áll.                                                                                |
| Zsigmondy Vilmos A mellszobor a Központi Könyvtár földszintjén található. | Zsigmondy Vilmos A mellszobor a Központi Könyvtár földszintjén található. | | Péch Antal A szobor az egyetem Központi Könyvtára földszintjén áll.                                                                                                   | Péch Antal A szobor az egyetem Központi Könyvtára földszintjén áll. | |
| | Damkó József: Cséti Ottó A szobor a ME Központi Könyvtára földszintjén áll. | Damkó József: Cséti Ottó A szobor a ME Központi Könyvtára földszintjén áll.                                                                                     | | Markup Béla: Litschauer Lajos A szobor a Központi Könyvtár földszintjén áll.                                                                                               | Markup Béla: Litschauer Lajos A szobor a Központi Könyvtár földszintjén áll.                                                                                               |

## Domborművek

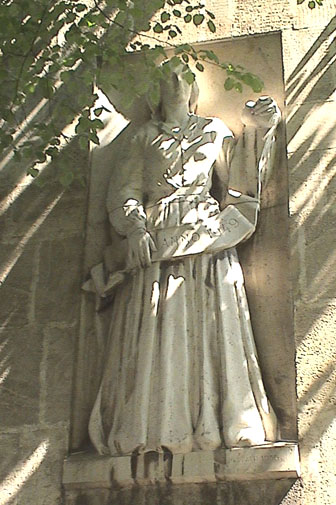

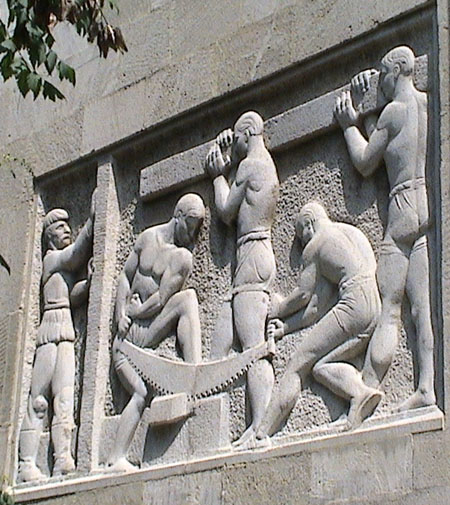

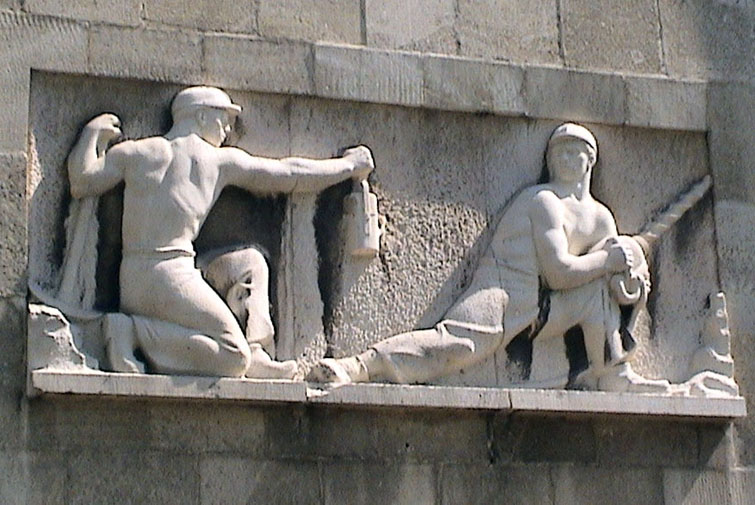

| | Pátzay Pál: Álló nő A kődombormű a Miskolci Egyetem E/1 kollégiuma homlokzatán látható. A hölgy egy, az egyetem alapítását dokumentáló szalagot („ANNO 1949”) tart maga előtt. | Pátzay Pál: Álló nő A kődombormű a Miskolci Egyetem E/1 kollégiuma homlokzatán látható. A hölgy egy, az egyetem alapítását dokumentáló szalagot („ANNO 1949”) tart maga előtt. | | Medgyessy Ferenc: Építők Helye: Miskolci Egyetem, az E/2 kollégium homlokzata. A relief egy ácsbrigád munkálkodását ábrázolja. A kép bal oldalán álló ácsmester figurájában Medgyessy Ferenc egész alakos önarcképét láthatjuk.                         | Medgyessy Ferenc: Építők Helye: Miskolci Egyetem, az E/2 kollégium homlokzata. A relief egy ácsbrigád munkálkodását ábrázolja. A kép bal oldalán álló ácsmester figurájában Medgyessy Ferenc egész alakos önarcképét láthatjuk. |

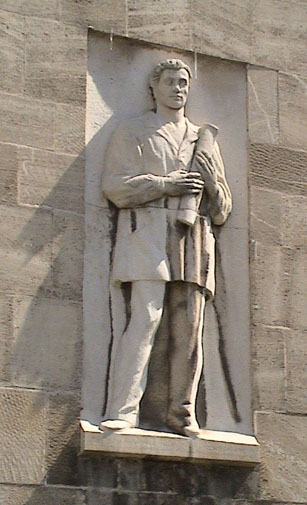

| Borsos Miklós: Álló férfi A tervrajzot tartó alak az E/3 kollégium homlokzatán található meg.                                                                       | Borsos Miklós: Álló férfi A tervrajzot tartó alak az E/3 kollégium homlokzatán található meg.                                                                                  | | Vilt Tibor: Fa alatt álló nő A dombormű az E/5 kollégium homlokzatán látható. | Vilt Tibor: Fa alatt álló nő A dombormű az E/5 kollégium homlokzatán látható. | |

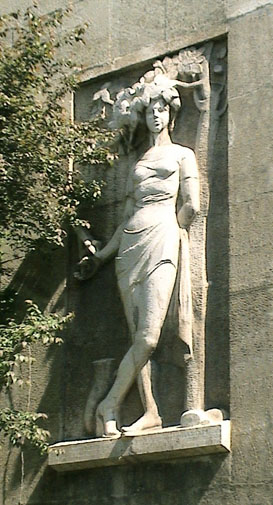

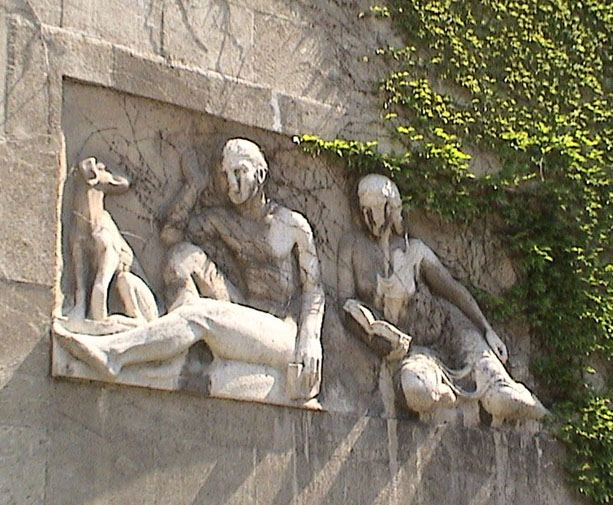

| | Ferenczy Béni: Pihenők Helye: az E/4 kollégium homlokzata. | Ferenczy Béni: Pihenők Helye: az E/4 kollégium homlokzata. | | Tar István: Bányászok A dombormű a frissen alapított egyetem Bányamérnöki karára utal. Az az E/6 kollégium homlokzatán található. | Tar István: Bányászok A dombormű a frissen alapított egyetem Bányamérnöki karára utal. Az az E/6 kollégium homlokzatán található.                                                                                               |

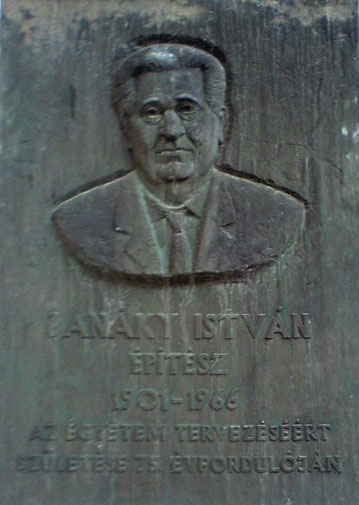

| Varga Miklós: Janáky István Az egyetem főbejárata mellett jobbra látható. Janáky István a Miskolci Egyetem (akkoriban Nehézipari Műszaki Egyetem) főtervezője volt. | Varga Miklós: Janáky István Az egyetem főbejárata mellett jobbra látható. Janáky István a Miskolci Egyetem (akkoriban Nehézipari Műszaki Egyetem) főtervezője volt.            | | Máger Ágnes: Gárdus János A dombormű az egyetem A/6 épülete földszintjén van. Gárdus János szervezte meg az országban elsőként a Miskolci Egyetemen az ágazati szakfordítói képzést, majd itt kezdődött el vidéken először az állami nyelvvizsgáztatás. | Máger Ágnes: Gárdus János A dombormű az egyetem A/6 épülete földszintjén van. Gárdus János szervezte meg az országban elsőként a Miskolci Egyetemen az ágazati szakfordítói képzést, majd itt kezdődött el vidéken először az állami nyelvvizsgáztatás. | |

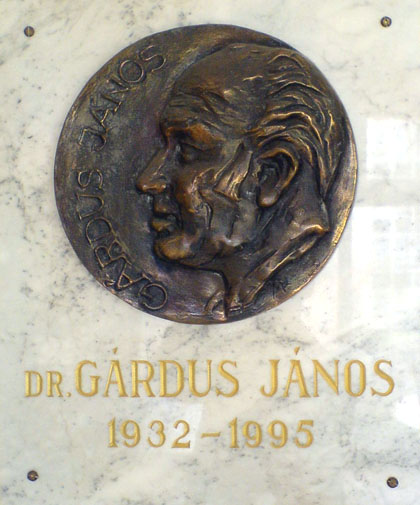

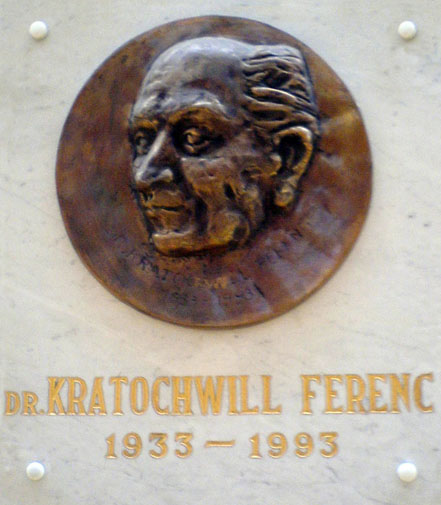

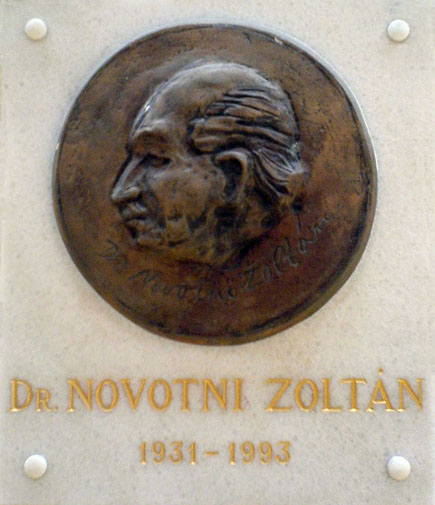

| | Máger Ágnes: Kratochwill Ferenc Kratochwill Ferenc volt a jogi kar megalapítója, egyben első dékánja a Miskolci Egyetemen. A dombormű az egyetem A/6 épülete földszintjén van. | Máger Ágnes: Kratochwill Ferenc Kratochwill Ferenc volt a jogi kar megalapítója, egyben első dékánja a Miskolci Egyetemen. A dombormű az egyetem A/6 épülete földszintjén van. | | Máger Ágnes: Novotni Zoltán A bronz domborművet az A/6 épület földszintjén láthatjuk. Novotni Zoltán az Állam- és Jogtudományi Kar egyik alapítója, 1991 és 1993 között dékánja volt.                                                                   | Máger Ágnes: Novotni Zoltán A bronz domborművet az A/6 épület földszintjén láthatjuk. Novotni Zoltán az Állam- és Jogtudományi Kar egyik alapítója, 1991 és 1993 között dékánja volt.                                           |
| Máger Ágnes: Zsedényi Béla Zsedényi Béla miskolci jogakadémiai tanár, a debreceni Ideiglenes Nemzetgyűlés elnöke volt. Domborműve az A/6 épület földszintjén van.   | Máger Ágnes: Zsedényi Béla Zsedényi Béla miskolci jogakadémiai tanár, a debreceni Ideiglenes Nemzetgyűlés elnöke volt. Domborműve az A/6 épület földszintjén van.              | | Szalay Lajos: 1956 A dombormű a Miskolci Egyetem I. előadója előtti, régi aulájában található. | Szalay Lajos: 1956 A dombormű a Miskolci Egyetem I. előadója előtti, régi aulájában található. | |

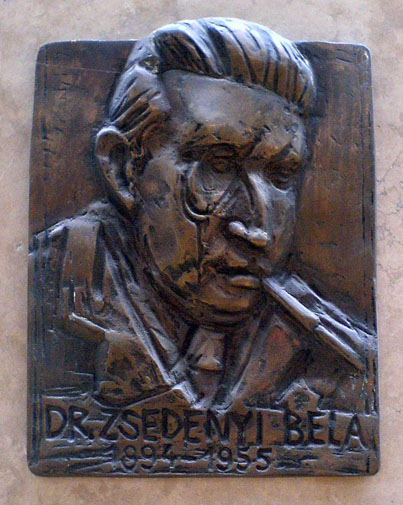

## Egyéb műalkotások

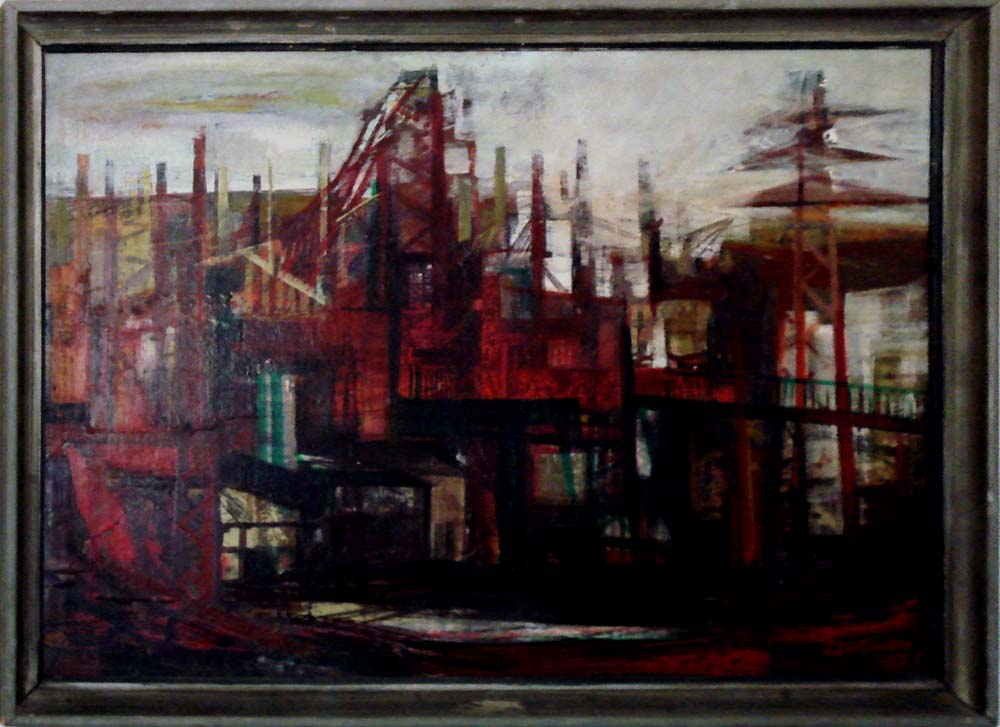

| Szász Endre: A tudás fája A hollóházi síkporcelánra készült 62 négyzetméteres kompozíció az egyetem auláját díszíti, 1986-ban avatták fel.                                       | Szász Endre: A tudás fája A hollóházi síkporcelánra készült 62 négyzetméteres kompozíció az egyetem auláját díszíti, 1986-ban avatták fel.                                       | | Barcsay Jenő: Beszélgetők A mozaik a Központi könyvtár földszinti előterében látható. | Barcsay Jenő: Beszélgetők A mozaik a Központi könyvtár földszinti előterében látható. | |
| | Domanovszky Endre: Disputa A 15 méter hosszú és 3 méter magas gobelin a Központi könyvtár olvasótermében tekinthető meg.                                                         | Domanovszky Endre: Disputa A 15 méter hosszú és 3 méter magas gobelin a Központi könyvtár olvasótermében tekinthető meg.                  |                                                                                       | Hincz Gyula: Bányász-kohász-gépész kompozíció Harminc négyzetméteres, mészkőlapokba vésett, ólommal húzott vonalakkal készült alkotás (ólomgrafika). A Kerpely-terem (III. előadó) külső falán látható. | Hincz Gyula: Bányász-kohász-gépész kompozíció Harminc négyzetméteres, mészkőlapokba vésett, ólommal húzott vonalakkal készült alkotás (ólomgrafika). A Kerpely-terem (III. előadó) külső falán látható. |
| Majoros János: Pihenők A kerámiafal az E/3 kollégium előterében látható. | Majoros János: Pihenők A kerámiafal az E/3 kollégium előterében látható. | | Bányász-erdész-gépész-kohász mozaik Az E/4 kollégium előcsarnokában található.        | Bányász-erdész-gépész-kohász mozaik Az E/4 kollégium előcsarnokában található. | |
| | Csekovszky Árpád: Csendélet Az erőteljes plasztikai hatásokat mutató kerámiafal a Műhelycsarnok (C/2 épület) első emeleti részén látható.                                        | Csekovszky Árpád: Csendélet Az erőteljes plasztikai hatásokat mutató kerámiafal a Műhelycsarnok (C/2 épület) első emeleti részén látható. |                                                                                       | Csekovszky Árpád: Gépész–kohász kompozíció A Műhelycsarnok (C/2 épület) első emeleti részén található meg, a másik Csekovszky alkotás mellett.                                                          | Csekovszky Árpád: Gépész–kohász kompozíció A Műhelycsarnok (C/2 épület) első emeleti részén található meg, a másik Csekovszky alkotás mellett.                                                          |
| Berczeller Dezső: Mennyezeti plasztika Az absztrakt mintázatú, remek ritmusú kompozíció a Miskolci Egyetem A/1. épületében, az I. előadó előtti „régi aula” mennyezetén látható. | Berczeller Dezső: Mennyezeti plasztika Az absztrakt mintázatú, remek ritmusú kompozíció a Miskolci Egyetem A/1. épületében, az I. előadó előtti „régi aula” mennyezetén látható. | | Zsignár István: Vasgyár Olajfestmény.                                                 | Zsignár István: Vasgyár Olajfestmény. | |